# Халхаліян (Резваншагр)
Халхаліян (перс. خلخاليان) — село в Ірані, у дегестані Діначал, у бахші Паре-Сар, шагрестані Резваншагр остану Ґілян. За даними перепису 2006 року, його населення становило 648 осіб, що проживали у складі 174 сімей.

## Клімат
Середня річна температура становить 14,08°C, середня максимальна – 27,64°C, а середня мінімальна – -0,09°C. Середня річна кількість опадів – 760 мм.
| Клімат поселення                              | Клімат поселення | Клімат поселення | Клімат поселення | Клімат поселення | Клімат поселення | Клімат поселення | Клімат поселення | Клімат поселення | Клімат поселення | Клімат поселення | Клімат поселення | Клімат поселення | Клімат поселення |
| Показник                                      | Січ.             | Лют.             | Бер.             | Квіт.            | Трав.            | Черв.            | Лип.             | Серп.            | Вер.             | Жовт.            | Лист.            | Груд.            |                  |
| Середній максимум, °C                         | 10,34            | 10,66            | 12,52            | 17,24            | 21,74            | 25,50            | 27,64            | 27,46            | 23,06            | 20,65            | 16,39            | 12,00            |                  |
| Середня температура, °C                       | 5,12             | 5,44             | 7,30             | 12,02            | 16,53            | 20,27            | 23,49            | 23,32            | 18,90            | 16,50            | 12,23            | 7,83             |                  |
| Середній мінімум, °C                          | −0,09            | 0,24             | 2,09             | 6,81             | 11,30            | 15,08            | 19,32            | 19,15            | 14,75            | 12,35            | 8,06             | 3,67             |                  |
| Норма опадів, мм                              | 74               | 62               | 66               | 53               | 39               | 24               | 11               | 33               | 78               | 118              | 92               | 110              |                  |
| Середньомісячна швидкість вітру, м/с          | 2.30             | 2.40             | 2.40             | 2.35             | 2.30             | 2.60             | 2.60             | 2.40             | 2.14             | 2.10             | 1.97             | 2.00             |                  |
| Середньомісячна сонячна радіація, кДж/м²·день | 6823             | 9092             | 11191            | 15891            | 20106            | 22968            | 23852            | 20033            | 16335            | 11094            | 8474             | 6513             |                  |
| --------------------------------------------- | ---------------- | ---------------- | ---------------- | ---------------- | ---------------- | ---------------- | ---------------- | ---------------- | ---------------- | ---------------- | ---------------- | ---------------- | ---------------- |
| Джерело:                                      |                  |                  |                  |                  |                  |                  |                  |                  |                  |                  |                  |                  |                  |